# إقليم سانت لويس
إقليم سانت لويس (بالفرنسية: Saint-Louis) هو أقليم في السنغال، بلغ عدد سكانه 908,941 نسمة وذلك حسب إحصائيات سنة 2013، عاصمته سانت لويس، تبلغ مساحته 19,034 كيلومتر مربع.

## الموقع
يشترك في الحدود مع:
- إقليم لوغا
- Linguère department [الإنجليزية]‏
- ماتام
- Matam department [الإنجليزية]‏.